# Distrikt Einbeck

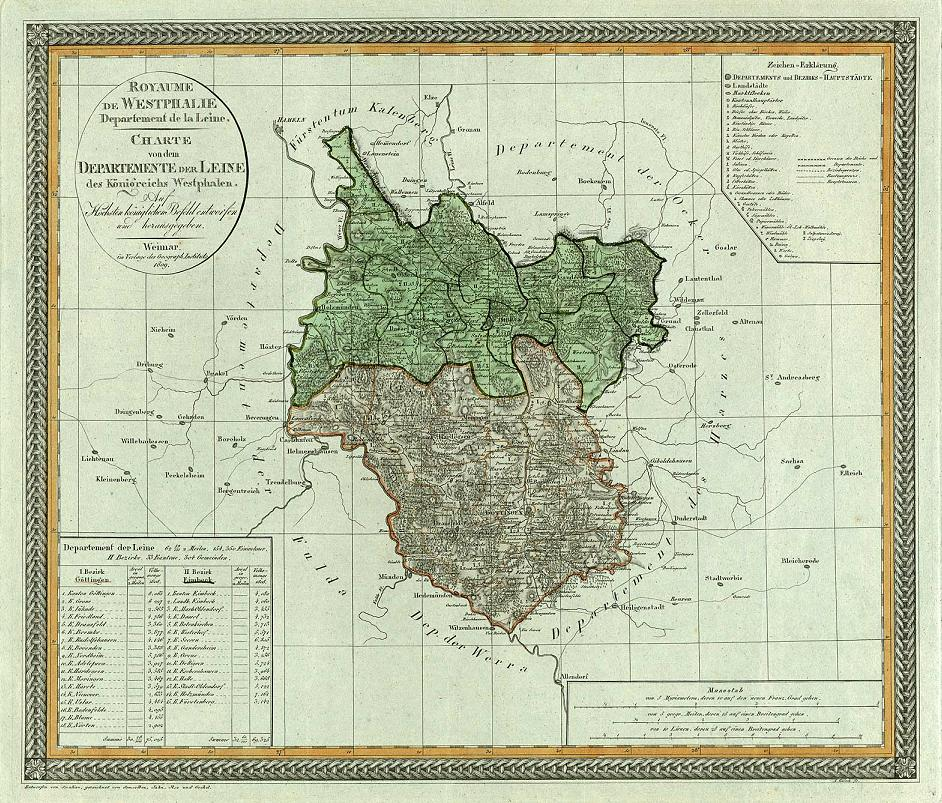
Der Distrikt Einbeck im Kanton der Leine östlich der Weser (grün)

Der Distrikt Einbeck war ein Distrikt im Departement der Leine im Königreich Westphalen. Er wurde durch das Königliche Decret vom 24. Dezember 1807 gebildet und bestand bis 1813.

## Territorium
Im Norden grenzte der Distrikt an Kurhannover (ab 1810 an das Departement der Aller), im Nordosten an den Distrikt Hildesheim, im Osten an den Distrikt Goslar, im Südosten an den Distrikt Osterode, im Süden den Distrikt Göttingen, im Südwesten an den Distrikt Höxter und im Nordwesten an den Distrikt Rinteln.
In diesem Distrikt lebten bei seiner Einrichtung durch das Königliche Decret des Hieronymus Napoleon 69.325 Menschen in 144 Gemeinden. 96 % der Menschen waren lutherischen Glaubens. Die Gesamtfläche des Distrikts betrug 22,65 mi² (ca. 1246 km²). Nach den territorialen Änderungen von 1810 lebten dort 61.163 Menschen auf 18,34 Quadratmeilen.

## Organisation
Die Unterpräfektur war in Einbeck. Der Unterpräfekt des Distriktes war bis 1811 der Justizrat und spätere Bettmarer Kreisamtmann Carl Friedrich Pini. Unterstützt wurde er durch den Sekretär Walter.
Friedensgerichte befanden sich in Einbeck (zwei Friedensgerichte), Dassel, Delligsen, Eschershausen, Fürstenberg, Gandersheim, Greene, Halle, Holzminden, Markoldendorf, Rotenkirchen, Seesen, Stadtoldendorf, Westerhof.

### Kantonaleinteilung
Der Distrikt Einbeck war in die folgenden 15 Kantone unterteilt.
| Kanton           | Kantonmaire                                                               | Einwohner | Fläche in mi² |
| ---------------- | ------------------------------------------------------------------------- | --------- | ------------- |
| Dassel           | Sohn von Friedrich Christian Ernst August von Rauschenplat auf Juliusburg | 5024      | 1,67          |
| Delligsen        | Ernst von Meltzing (?)                                                    | 5833      | 1,63          |
| Einbeck (Land)   | Konrad Siemers                                                            | 3000      | 1,07          |
| Einbeck          | Georg David Ernst                                                         | 5080      | 0,16          |
| Eschershausen    | Johann Friedrich Karl Seulcke                                             | 5702      | 2,35          |
| Fürstenberg      | Kuntze                                                                    | 3366      | 1,08          |
| Gandersheim      | Johann Konrad Ude                                                         | 6806      | 1,82          |
| Greene           | Körber                                                                    | 3277      | 1,13          |
| Halle (bis 1810) |                                                                           | 3608      |               |
| Holzminden       | Hausmann                                                                  | 6263      | 2,37          |
| Markoldendorf    | von Zielberg                                                              | 5141      | 0,63          |
| Rotenkirchen     | Friedrich Thedel Johann von Dassel auf Hoppensen und Wellersen            | 4682      | 1,71          |
| Seesen           | Brinkmeyer                                                                | 7709      | 2,38          |
| Stadtoldendorf   | Anton Julius Ludwig Bach (?)                                              | 6083      | 1,59          |
| Westerhof        | Rode                                                                      | 5613      | 2,44          |

### Veränderungen der Kantonaleinteilung ab 1810
Per Gesetzesbulletin vom 16. Juni 1809 kam es zu verschiedenen Umorganisationen zwischen den Kantonen. Der Kanton Halle bestand nur bis 1810.

## Weitere Entwicklung
Orte dieses Distrikts, die vor 1807 zum Hochstift Hildesheim oder zu Kurhannover gehört hatten, kamen zum Königreich Hannover, wo sie in den Ämtern der Landdrostei Hildesheim verwaltet wurden. Die vormals braunschweigischen Orte kamen nicht zum Königreich Hannover, sondern zum Herzogtum Braunschweig.